# Samantha Ronson
Samantha Ronson (Londres, 7 de agosto de 1977) é uma DJ, cantora e compositora britânica que actualmente vive em Los Angeles.
Aos 16 anos integrava uma banda de rap chamada Low Lifes, e mais tarde teve a primeira banda de rock a assinar pela gravadora Rock-A-Fella Records.
Seus singles mais conhecidos são “Pull My Hair Out” e “Built This Way”, o segundo fazendo parte da trilha sonora do filme Mean Girls.

## Discografia
- Samantha Ronson & DJ AM - Challah (2003)
- Samantha Ronson & The Undertakers – Chasing the Reds, Broken Toys Records (2011)

## Vida pessoal
Namorou a atriz Lindsay Lohan em 2008, terminaram e reataram em 2009.

## Singles
- "Pull My Hair Out" (2004)
- "Built This Way" (2004)
- "Fool" (2004)
- "I'm A Bich" (2010)
- "I Like Girl's Ass" (2011)
- "Give Me Enjoyng" (2011)

## Aparições
Samantha aparece nos vídeos musicais de Usher e Alicia Keys "My Boo", Awolnation "Burn It Down", N.E.R.D "Everyone Nose", além do vídeo com o seu irmão Mark Ronson "Ooh Wee" do seu álbum Here Comes The Fuzz. Samantha também apareceu em um comercial da Gap com o rapper Common.

## Chasing the Reds
Em novembro de 2011 Samantha lançou o álbum Chasing the Reds em seu próprio selo, Broken Toy Records. O álbum mostrou suas habilidades de composição, inspirando-se eventos em sua vida. Em uma entrevista com a American Songwriter, ela afirmou "Eu cresci no estúdio com músicas. Meu padrasto escreveu algumas músicas incríveis. Meu irmão (produtor e músico Mark Ronson) fez seus registros, porque ele gosta de fazer canções. Assim, o padrão foi definido muito alto para ser fiel ao que você quer fazer. Eu não estou entregando a minha música para um produtor, eu quero estar lá a cada passo do caminho... Eu sinto que quando você está fazendo o que você ama, em vez de encaixar-se na caixa de outra pessoa, que se depara".
Estrelas convidadas aparecem no álbum , incluindo Wale em "Summer of Sam ", Alex Greenwald do Phantom Planet em " Captain Jack " e Slash na faixa " Love Song ". O álbum foi produzido pelo ex- guitarrista Jimmy Messer com Goudie e Kelly Clarkson com Samantha compartilhando e co-produzindo créditos pessoalmente. Seu irmão Mark Ronson produziu uma faixa, "Skyscrapers", que foi co-escrita pelos irmãos Santigold.